# Addiko Bank
Die Addiko Bank ist eine Bankengruppe im mittel- und südosteuropäischen Raum (CSEE), die sich auf Konsumenten (Consumer) sowie kleine und mittlere Unternehmen (SME) spezialisiert hat. Die Addiko Gruppe besteht aus der Addiko Bank AG, der in Wien, Österreich, eingetragenen Mutterbank mit einer Vollbanklizenz und sechs Tochterbanken, die in den folgenden fünf Ländern im CSEE-Raum eingetragen, zugelassen und tätig sind: Kroatien, Slowenien, Bosnien & Herzegowina (wo sie zwei Banken betreibt), Serbien und Montenegro. Mit ihren sechs Tochterbanken betreut die Addiko Gruppe ungefähr 0,8 Mio. Kunden im CSEE-Raum über ein Netzwerk von ca. 170 Filialen und über digitale Bankvertriebskanäle.
Die Addiko Bank AG notiert seit Juli 2019 an der Wiener Börse und wird von der österreichischen Finanzmarktaufsicht (FMA) sowie der Europäischen Zentralbank (EZB) beaufsichtigt.

## Geschichte
Die Addiko Gruppe wurde 2015 gegründet, als die HETA ASSET RESOLUTION AG (ehemals HYPO ALPE-ADRIA-BANK INTERNATIONAL AG) ihre voll lizenzierten CSEE-Bankentöchter in den Besitz einer neu gegründeten österreichischen Mutterbank (zu der Zeit: Hypo SEE Holding AG) ausgliederte.
Um die Marktdynamik in Mittel- und Südosteuropa zu nutzen, gründete die HYPO ALPE-ADRIA-BANK INTERNATIONAL AG (jetzt: HETA ASSET RESOLUTION AG) strategische Tochtergesellschaften in Kroatien (1996), Slowenien (1999) und Montenegro (2006). Darüber hinaus erwarb das Unternehmen Bankentöchter in Bosnien & Herzegowina, 2001 in der Föderation Bosnien & Herzegowina und 2003 in der Republika Srpska sowie 2002 in Serbien. Die Märkte wurden über Leasinggeschäfte erschlossen, die in einem zweiten Schritt durch zusätzliche Bankaktivitäten erweitert wurden. Bis zum Ausbruch der globalen Finanzkrise im Jahr 2008 verzeichnete die Gruppe ab 2002 das bedeutendste Wachstum mit Schwerpunkt auf riskanten und groß angelegten Finanzierungen, insbesondere in Immobilien- und Tourismusprojekten. Im Jahr 2014 wurde die Addiko Bank AG (zu dieser Zeit: Hypo SEE Holding AG) alleiniger Anteilseigner der Tochtergesellschaften in Kroatien, Slowenien, Bosnien & Herzegowina, Serbien und Montenegro.
Im Jahr 2015 erwarb AI Lake (Luxemburg) S.à r.l., die indirekt im Besitz von einigen seitens des globalen Private-Equity-Investors Advent International beratenen Fonds und der Europäischen Bank für Wiederaufbau und Entwicklung (EBRD) ist, die Addiko Bank AG nach einem von der Europäischen Kommission vorgeschriebenen, nicht diskriminierenden Verkaufsprozess von der HETA ASSET RESOLUTION AG.
Nach erfolgreichem Rebranding der Gruppe ist die Addiko Bank seit 11. Juli 2016 unter diesem neuen Namen tätig.
Am 12. Juli 2019 wurde die Addiko Bank AG zum amtlichen Handel an der Wiener Börse zugelassen und am zweiten Handelstag, dem 15. Juli 2019, im prime market Segment des ATX geführt.
Bezogen auf die Gesamtzahl von 19.500.000 Aktien und den Angebotspreis von EUR 16,0 je Aktie ergab sich eine Marktkapitalisierung von EUR 312,0 Mio. Dieser Börsengang war zu diesem Zeitpunkt der dritte und größte nicht nur im Top-Segment der Wiener Börse, sondern auch im europäischen Finanzsektor.

## Bankennetzwerk
In der nachfolgenden Tabelle sind die verschiedenen Tochtergesellschaften mit dem jeweiligen Hauptsitz und dem Geschäftsgebiet ersichtlich.
| Name                     | Geschäftsgebiet                | Hauptsitz  | Website            |
| ------------------------ | ------------------------------ | ---------- | ------------------ |
| Addiko Bank d.d.         | Föderation Bosnien-Herzegowina | Sarajevo   | www.addiko-fbih.ba |
| Addiko Bank a.d.         | Republika Srpska               | Banja Luka | www.addiko-rs.ba   |
| Addiko Bank d.d.         | Kroatien                       | Zagreb     | www.addiko.hr      |
| Addiko Bank AD Podgorica | Montenegro                     | Podgorica  | www.addiko.me      |
| Addiko Bank a.d. Beograd | Serbien                        | Belgrad    | www.addiko.rs      |
| Addiko Bank d.d.         | Slowenien                      | Ljubljana  | www.addiko.si      |